# Sida arenicola
Sida arenicola är en malvaväxtart som beskrevs av Sally T. Reynolds och A.E. Holland. Sida arenicola ingår i släktet sammetsmalvor, och familjen malvaväxter. Inga underarter finns listade i Catalogue of Life.